# Ur (Dämon)
Ur (auch Unhold, Drache und Finsterniskönig) ist eine mythische Gestalt der Mandäer. Er ist mit dem biblischen Leviathan identisch.
Ur gilt als Herr der Finsternis und Widersacher der Lichtwelt. Als Personifikation für alles Böse (Lüge, Rebellion und Tod) stellt er den negativen Gegenpol zum Lichtkönig Mana rubre dar.
Mit Ruha, seiner Mutter, Schwester und Frau schuf er dunkle Welten, bevölkert mit dämonischen Wesenheiten. Die Mandäer glauben an eine Läuterung der Seelen in seinem Inneren. Dort befänden sich Wachthäuser (sogenannte Mattarathas), in welchen die Seelen der Sünder so sehr gepeinigt würden, dass sie sich den zweiten Tod wünschten, welcher aber (noch) nicht über ihren Geist komme. Am Ende der Tage würden die Seelen jener Mandäer, welche geläutert werden konnten, aus Urs Rachen von Hibil befreit. Danach werde Ur, mitsamt der in ihm verbliebenen Seelen, ausgelöscht, da alle Dämonen und nichtgeläuterten Toten den zweiten Tod stürben, sodass „wer den Schmutz nicht von sich abstreift, erlischt […] und zu Grunde“ gehe, „als ob er nie dagewesen wäre.“